# Hospital Guadarrama
El Hospital Asociado Universitario Guadarrama es un hospital público situado en el municipio madrileño de Guadarrama, y forma parte del Servicio Madrileño de Salud (SERMAS). Es un hospital de media estancia que cuenta con Unidades de hospitalización de Recuperación Funcional, Cuidados Continuos, Unidad de Aislamiento Hospitalario y Cuidados Paliativos.

## Historia
El 19 de noviembre de 1934, el Ayuntamiento de Guadarrama cedió de manera oficial a la Asociación de Socorros Mutuos del Personal de la Fábrica 
de la Moneda y Timbre los terrenos del término municipal para la construcción de un sanatorio dedicado a pacientes enfermos por tuberculosis. 
El día domingo 22 de diciembre de 1935 tuvo lugar la inauguración del entonces llamado Sanatorio Español Antituberculoso, con Andrés Casas y Martínez como director médico. Se consideraba entonces que las condiciones climatológicas y su ubicación a 1100 metros de altura sobre el nivel del mar favorecían a los pacientes que sufrían de dicha enfermedad y otras patologías cardíacas. Contaba con habitaciones individuales, terrazas para aireación y curas, y un laboratorio de análisis. 
Durante la Guerra Civil Española permaneció cerrado y volvió a abrir sus puertas en 1952 pasándose a denominarse Hospital Helios, bajo la supervisión del Patronato Nacional Antituberculoso. 
A lo largo las décadas de 1950 y 1960, el hospital junto con otros centros similares de la sierra de Guadarrama, tuvo una gran importancia en la actividad sanitaria contra la tuberculosis desarrollada en el país. El hospital contó con 300 camas y una ocupación de un 100%, desarrolló durante estos años todas las técnicas empleadas en el tratamiento de la tuberculosis.
La menor incidencia de la tuberculosis y sobre todo la aparición de
nuevos fármacos, que acortaron sensiblemente el periodo de
hospitalización necesario en el tratamiento de la enfermedad,
condicionó que el hospital se convirtiera en un Centro Neumológico. En 1973 pasó a depender de la Administración Institucional de la Sanidad Nacional (AISNA), y ya en 1986 fue integrado en el Gobierno Regional de la Comunidad de Madrid.
En las décadas de 1980 y 1990, el Hospital se convirtió en un Centro de apoyo de los grandes Hospitales de Agudos de Madrid, prestando asistencia a enfermos trasladados desde dichos centros,
preferentemente personas frágiles con pluripatología y un
componente social añadido en muchos casos.

## Cobertura asistencial
La actividad del hospital se basa en el tratamiento de pacientes derivados desde los hospitales de agudos de la Comunidad de Madrid, que son remitidos para su tratamiento en las distintas unidades, en función de su patología, a través de la Unidad de Coordinación de Media Estancia del Servicio Madrileño de Salud, siendo la población de referencia y el ámbito geográfico del hospital toda la Comunidad de Madrid.

## Cartera de servicios
| - Geriatría - Medicina Interna - Unidad de Recuperación Funcional - Cuidados Paliativos – Unidad de Hospitalización - Unidad de Cuidados Continuados | - Farmacia Hospitalaria - Medicina Preventiva y Salud Pública - Unidad de Telemedicina |

## Personal
En el hospital trabajan alrededor de 300 profesionales. Cuenta con:
- Área Médica - Facultativos 20
- Área Enfermería 212
- Otro personal 162

### Docencia
Es uno de los centros de referencia para la formación de profesionales sanitarios de la Universidad Alfonso X El Sabio, Universidad Camilo José Cela y la Universidad Complutense de Madrid.

## Instalaciones y recursos
El hospital Guadarrama construido en una parcela de 17.028 metros cuadrados consta de un edificio asistencial principal de 8.640 metros cuadrados en seis plantas con un edificio anexo perpendicular a éste de cuatro plantas, un edificio independiente de Administración de 3 plantas y otros dos edificios independientes de servicios de 1 planta.
El hospital dispone de:
- camas 144
- ecógrafos 2
- salas de radiografía 1

### Acceso
Al Hospital Guadarrama se puede llegar en transporte público. 
- Líneas de Autobús: Líneas desde Madrid  (Intercambiador de Moncloa) 682, 684 y 685

Se puede acceder desde Madrid por la autovía  A-6 .
El hospital cuenta con accesos para peatones desde la Avda. Molino del Rey y desde la calle Los Escoriales (Carretera El Escorial-Guadarrama).